# Burgess Meredith
Pour les articles homonymes, voir Burgess et Meredith.
Oliver Burgess Meredith, simplement appelé Burgess Meredith, est un acteur américain, né le 16 novembre 1907 à Lakewood dans l'Ohio et mort le 9 septembre 1997 à Malibu en Californie. En Europe, il est principalement connu pour avoir joué le rôle de Mickey, l'entraîneur de Rocky Balboa, dans les trois premiers épisodes de la série de films du même nom. 

## Biographie
De son vrai nom, Oliver Burgess Meredith, il est le fils d'Ida Burgess et de William George Meredith. Il commence sa carrière au théâtre en 1926 et la poursuit jusqu'en 1931. Il deviendra même membre à part entière d'une compagnie en 1933. Il a également été réalisateur, scénariste, technicien du son et producteur.
Dans les années 1950, il fut une des victimes du maccarthysme et inscrit sur la liste noire du cinéma[réf. souhaitée].
Il joua entre autres dans le film Batman en 1966 dans lequel il interpréta le rôle du Pingouin. Il reprit aussi son rôle dans la télésérie éponyme de 1966 à 1968, auprès des comédiens Adam West et Burt Ward dans la peau des héros masqués Batman et Robin, ainsi que Julie Newmar, Frank Gorshin et Cesar Romero. Il participa aussi à quatre épisodes de La Quatrième Dimension. Dans trois de ses quatre apparitions, il interpréta des rôles de personnages timides et travaillant toujours dans le milieu des livres (une de ses apparitions d'homme timide fit d'ailleurs exception car il jouait le rôle d'un vendeur d'aspirateurs). Dans sa quatrième apparition, il interpréta le rôle du Diable sous les traits d'un journaliste et d'un linotypiste au service d'un rédacteur en chef criblé de dettes. Avec Jack Klugman, il est la seule célébrité ayant joué dans plus de trois épisodes dans cette série.
Il continua également sa carrière à la télévision dans les années 1970, et en 1983, reprit le rôle du narrateur dans la Quatrième Dimension, le film en remplacement de Rod Serling.
Son rôle le plus connu aujourd'hui est celui de Mickey Goldmill, l'entraîneur plein de cœur de Rocky Balboa dans Rocky. Sa prestation lui vaut d'être nommé à l'Oscar du meilleur second rôle masculin (en parallèle avec Burt Young, nommé dans la même catégorie pour le rôle de Paulie). Il reprend son rôle dans les deuxième et troisième volets de la saga. Il réapparaît aussi dans une scène flashback dans le cinquième opus dont l'action se passe durant le combat de Rocky contre Tommy Gunn. À ce moment, l'acteur alors âgé de 83 ans et donc bien vieilli depuis le troisième film, a été filmé en noir et blanc, son personnage n'ayant que 76 ans dans la scène.

## Vie privée
Burgess Meredith a été marié quatre fois.
D'abord avec Helen Derby Merrien Burgess (1905-1940), la fille du président d'American Cyanamid.
Ses deux épouses suivantes étaient actrices, Margaret Perry (1913-2007) puis Paulette Goddard.
De 1951 à sa mort, il fut marié avec Kaja Sundsten (1930-2018). Ensemble ils eurent 2 enfants : le musicien Jonathan Meredith et l'artiste peintre Tala Meredith.
Meredith est mort des complications de la maladie d'Alzheimer et d'un mélanome.

## Filmographie

### Cinéma
- 1935 : Le Goujat de Ben Hecht

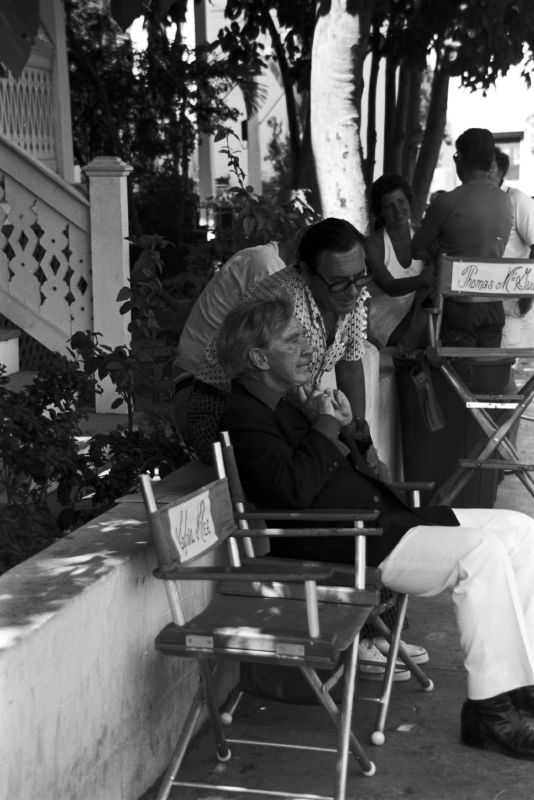
Sur un plateau de tournage en 1974.

- 1936 : Sous les ponts de New York (Winterset) d'Alfred Santell : Mio Romagna
- 1937 : There Goes the Groom (en) : Derek « Dick » Matthews
- 1938 : Cinq Jeunes Filles endiablées (Spring Madness)  d'Anatole Litvak : Lipp
- 1939 : La Ronde des pantins (Idiot’s Delight) de Clarence Brown : Quillary
- 1939 : Des souris et des hommes (Of Mice and Men) de Lewis Milestone : George
- 1940 : Castle on the Hudson  d'Anatole Litvak : Steve Rockford
- 1940 : Swing Romance (Second Chorus) de Henry C. Potter : Hank Taylor
- 1940 : San Francisco Docks (en) d'Arthur Lubin : Johnny Barnes
- 1941 : Illusions perdues (That Uncertain Feeling) d'Ernst Lubitsch : Alexander Sebastian
- 1941 : Ses trois amoureux (Tom Dick and Harry)  de Garson Kanin : Harry
- 1942 : Street of Chance (en) : Frank Thompson / Danny Nearing
- 1943 : The Rear Gunner (en) de Ray Enright : deuxième classe Pee Wee Williams
- 1945 : Les Forçats de la gloire (The Story of G.I. Joe) de William A. Wellman : Ernie Pyle / Narrateur
- 1945 : Le Commando de la mort (A Walk in the Sun) de Lewis Milestone : Narrateur (voix)
- 1946 : Le Journal d'une femme de chambre (The Diary of a Chambermaid) de Jean Renoir : Capitaine Mauger
- 1946 : L'Impératrice magnifique (Magnificent doll) de Frank Borzage : James Madison
- 1947 : Mon propre bourreau (Mine Own Executioner) : Felix Milne
- 1948 : La Folle enquête (On Our Merry Way) de Leslie Fenton et King Vidor : Oliver Pease
- 1949 : Jigsaw : Jack, le barman (caméo)
- 1949 : Golden Arrow de Gordon Parry : Dick
- 1949 : L'Homme de la tour Eiffel (The Man on the Eiffel Tower) de Burgess Meredith : Joseph Heurtin
- 1950 : Works of Calder : Narrateur (voix)
- 1957 : Joe Butterfly : Joe Butterfly
- 1958 : Man on the Run (en) : Louis Halliburton
- 1962 : Tempête à Washington (Advise & Consent) d'Otto Preminger : Herbert Gelman
- 1963 : Le Cardinal (The Cardinal) d'Otto Preminger : Le révérend Ned Halley
- 1965 : Première victoire (In Harm's Way) d'Otto Preminger : Commandant Egan Powell
- 1966 : Madame X de David Lowell Rich : Dan Sullivan
- 1966 : Gros coup à Dodge City (A Big Hand for the Little Lady) de Fielder Cook : Dr Joseph Scully
- 1966 : Batman de Leslie H. Martinson : Le Pingouin
- 1966 : The Crazy-Quilt : Narrateur (voix)
- 1967 : Le Jardin des tortures (Torture Garden) de Freddie Francis : Dr Diabolo
- 1967 : Que vienne la nuit (Hurry Sundown) d'Otto Preminger : Juge Purcell
- 1968 : Micmac au Montana (Stay Away, Joe) : Charlie Lightcloud
- 1968 : Skidoo (Skidoo) : Le gardien
- 1969 : L'Or de MacKenna (Mackenna's Gold) de J. Lee Thompson : L'homme du magasin
- 1969 : Hard Contract (en) : Ramsey Williams
- 1969 : Reivers (The Reivers) de Mark Rydell : Narrateur (voix)
- 1970 : Le Troisième Œil (en) (The Yin and the Yang of Mr. Go) : Le Dauphin
- 1970 : Le Reptile (There Was a Crooked Man...) de Joseph L. Mankiewicz : Le gars du Missouri
- 1971 : Pigeon d'argile (Clay Pigeon) de Lane Slate et Tom Stern : Freedom Lovelace
- 1971 : Des amis comme les miens (Such Good Friends) : Bernard Kalman
- 1972 : Journal d'un fan (A Fan's Notes) d'Eric Till : M. Blue
- 1972 : Attention au blob ! (Beware! The Blob) : Le vagabond
- 1972 : The Man (en) de Joseph Sargent : Sénateur Watson
- 1974 : Les 7 aiguilles d'or (en) (Golden Needles) de Robert Clouse : Winters
- 1975 : Hay que matar a B. de José Luis Borau : Hector
- 1975 : Le Jour du fléau (The Day of the Locust) de John Schlesinger : Harry Greener
- 1975 : Trente-sept degrés à l'ombre (92 in the Shade) de Thomas McGuane : Goldsboro
- 1975 : The Master Gunfighter de Tom Laughlin: Narrateur
- 1975 : L'Odyssée du Hindenburg (The Hindenburg) de Robert Wise : Emilio Pajetta
- 1976 : Trauma (Burnt Offerings) de Dan Curtis : Arnold Allardyce
- 1976 : Rocky de John G. Avildsen : Mickey Goldmill
- 1977 : La Sentinelle des maudits (The Sentinel) de Michael Winner : Charles Chazen
- 1977 : Golden Rendezvous (en) d'Ashley Lazarus : Van Heurden
- 1978 : Le Faiseur d'épouvantes (The Manitou) : Dr Snow
- 1978 : Drôle d'embrouille (Foul Play) de Colin Higgins : M. Hennessey
- 1978 : Magic de Richard Attenborough : Ben Greene
- 1978 : The Great Bank Hoax (en) de Joseph Jacoby : Jack Stutz
- 1979 : Rocky 2 : La Revanche de Sylvester Stallone : Mickey Goldmill
- 1980 : Le Jour de la fin du monde (When Time Ran Out...) de James Goldstone : Rene Valdez
- 1980 : Final Assignment (en) de Paul Almond : Zak
- 1981 : The Last Chase de Martyn Burke : Captitaine J.G. Williams
- 1981 : Le Choc des Titans (Clash of the Titans) de Desmond Davis : Ammon
- 1981 : Sanglantes confessions (True Confessions) d'Ulu Grosbard : Seamus Fargo
- 1982 : Rocky 3, l'œil du tigre (Rocky III) de Sylvester Stallone : Mickey Goldmill
- 1983 : La Quatrième dimension (Twilight Zone: The Movie) de John Landis, Steven Spielberg, Joe Dante, George Miller : Narrateur (voix)
- 1985 : Santa Claus de Jeannot Szwarc : Le vieil elfe
- 1987 : G.I. Joe: The Movie (vidéo) de Don Jurwich : Golobulus (voix)
- 1987 : Le Roi Lear (King Lear) de Jean-Luc Godard : Don Learo
- 1988 : Parole de cheval (Hot to Trot) de Michael Dinner : Le père de Don (voix)
- 1988 : Pleine Lune sur Blue Water (Full Moon in Blue Water) de Peter Masterson : Le général
- 1990 : Les Anges de la nuit (State of Grace) de Phil Joanou : Finn
- 1990 : Oddball Hall (en) de Jackson Hunsicker : Ingersol
- 1990 : Rocky 5 de John G. Avildsen et Sylvester Stallone : Mickey Goldmill
- 1993 : Les Grincheux (Grumpy Old Men) de Donald Petrie : Grand-père Gustafson
- 1994 : Camp Nowhere de Jonathan Prince : Fein
- 1995 : La Grande aventure (Tall Tale) de Jeremiah S. Chechik : Vieil homme
- 1995 : Across the Moon de Lisa Gottlieb (en) : Barney
- 1995 : Les Grincheux 2 (Grumpier Old Men) de Howard Deutch : Grand-père Gustafson

### Télévision
- 1949 : The Big Story (en) : Narrateur
- 1959-1963 : La Quatrième Dimension (The Twilight Zone)
  - Saison 1, épisode 8 Question de temps (Time Enough at Last) (1959) de John Brahm : Henry Bemis
  - Saison 2, épisode 19 M. Dingle (Mr. Dingle, the Strong) de John Brahm : Luther Dingle
  - Saison 2, épisode 29 L'Homme obsolète (The Obsolete Man) d'Elliot Silverstein : Rodney Woomsworth
  - Saison 4, épisode 9 Le Journal du Diable (Printer's Devil) de Ralph Senensky : M. Smith
- 1961 : Waiting for Godot (en) : Vladimir
- 1963 : The Twilight Zone (saison 4, épisode 9, Printer's Devil) : M. Smith
- 1963 : Rawhide (saison 6, épisode 5, Incident at Paradise) : Matthew Higgins
- 1964 : Fanfare for a Death Scene (en)
- 1965 : Les Mystères de l'Ouest (The Wild Wild West) (saison 1 épisode 12, La Nuit du Détonateur humain) : Orkney Cadwallader
- 1966-1968 : Batman (21 épisodes) : Le Pingouin
- 1967 : Bonanza (saison 9, épisode 11, Six chevaux noirs (Six Black Horses)) de Donald R. Daves
- 1968 : Les Envahisseurs (le mur de cristal - Episode 16)
- 1968 : Le Virginien saison 07 épisode 03 (The orchard) : Tim Bradbury
- 1969 : Winter of the Witch : Narrateur
- 1970-1972 : Night Gallery
  - Saison 1, épisode 2 The Little Black Bag de Jeannot Szwarc
  - Saison 3, épisode 9 Finnegan's Flight de Gene R. Kearney
- 1971 : The Strange Monster of Strawberry Cove : Henry Meade
- 1971 : The Bill Cosby Special, or?
- 1971 : Lock, Stock and Barrel : Révérend Willie Pursle
- 1971 : Le Virginien (TV) saison 9 épisode 19 (Flight from Memory) : Muley
- 1972 : Getting Away from It All (en) : Capitaine Frank Coffin
- 1972 : Search : B.C. Cameron
- 1972 : The New Healers : Dr Simmons
- 1973 : ABC's Wide World of Entertainment (en)
- 1974 : Korg: 70,000 B.C. : Narrateur (1974-75)
- 1977 : Johnny, We Hardly Knew Ye (ru) : John F. « Honey Fitz » Fitzgerald
- 1977 : Tail Gunner Joe de Jud Taylor (téléfilm) : Joseph Welch
- 1977 : SST: Death Flight (en) : Willy Basset
- 1977 : La Dernière Fanfare (en) (The Last Hurrah) : Cardinal Burke
- 1978 : Le Retour du capitaine Nemo (The Return of Captain Nemo) de Alex March et Paul Stader (en) (téléfilm) : Professeur Waldo Cunningham
- 1978 : Kate Bliss and the Ticker Tape Kid (en) : William Blackstone
- 1978 : Puff, the Magic Dragon : Puff (voix)
- 1980 : Puff the Magic Dragon in the Land of the Living Lies (en) : Puff (voix)
- 1982 : Puff and the Incredible Mr. Nobody (en) : Puff (voix)
- 1983 : Chasing the Limits : Narrateur
- 1984 : L'Or du fond des mers (en) (Wet Gold) : Sampson
- 1986 : The Blinkins : M. Benjamin la Chouette (voix)
- 1986 : Au-dessus de la loi (Outrage!) : Juge Aaron Klein
- 1987 : Mister Corbett's Ghost (en) : Mad Tom
- 1989 : The Wickedest Witch : Narrateur
- 1991 : Le Missionnaire du mal (en) (Night of the Hunter) : Birdy
- 1992 : Mastergate : Wiley Slaughter
- 1992 : Lincoln (es) : Winfield Scott (voix)
- 1994 : Les Batailles de la guerre de secession (The Great Battles of the Civil War) (épisode 6) : Chroniqueur du Gettysburg Star and Banner
- 2008 : "5 Second Movies" Rocky

### Voix françaises
| - Henri Labussière dans : - Le Reptile - Le Jour du fléau - La Sentinelle des maudits - Drôle d'embrouille - Le Jour de la fin du monde - Le Choc des Titans - Jacques Dynam dans : - Batman (série télévisée - 3e voix) - Rocky 2 : La Revanche - Rocky 3 : L'Œil du tigre - La Quatrième Dimension (voix) - Maurice Chevit dans : - Pigeon d'argile - Rocky - Rocky 5 - René Bériard dans : - Le Faiseur d'épouvantes - Les Grincheux - Les Grincheux 2 | - Roger Carel dans : - Batman (série télévisée - 1re voix) - Skidoo et aussi - Teddy Bilis dans Le Cardinal - Jacques Marin dans Première Victoire - Émile Duard dans Gros coup à Dodge City - Jean Daurand dans Madame X - Philippe Dumat dans Batman (série télévisée - 2e voix) - Henri Virlogeux dans Que vienne la nuit - Claude Dasset dans Le Jardin des tortures - Jacques Hilling dans Les Envahisseurs (série télévisée) - André Valmy dans Magic - Teddy Bilis dans Sanglantes Confessions - Georges Aubert dans Les Anges de la nuit - Marc Perez dans Première Victoire (scènes supplémentaires) |